# Stortjärnen (Överluleå socken, Norrbotten, 731944-177575)
Stortjärnen är en sjö i Bodens kommun i Norrbotten och ingår i Altersundets huvudavrinningsområde.